# Leucaspis senilobata
Leucaspis senilobata är en insektsart som beskrevs av Green 1929. Leucaspis senilobata ingår i släktet Leucaspis och familjen pansarsköldlöss. Inga underarter finns listade i Catalogue of Life.